# Tellermine 29
La Tellermine 29 est une mine antichar de la Reichswehr et de la Wehrmacht utilisée pendant la Seconde Guerre mondiale.

## Histoire
La Tellermine 29 est introduite dans la Reichswehr en août 1929 en tant que mine antichar. le plan de défense allemand initial est d'en acheter 6 000 par an, mais en janvier 1931, on décide d'accélérer le processus d'achat. Lorsque la production s'arrête, il y a environ 61 418 exemplaires dans les dépôts. Son successeur est la Tellermine 35 introduite en 1937. La Tellermine 29 sert à la formation, la majorité reste entreposée. La mine a un usage limité pendant la Seconde Guerre mondiale, notamment après le débarquement de Normandie.
Un certain nombre de mines yougoslaves s'inspirent du modèle de base de la Tellermine 29, comme la TMA-3 ou la TMA-4.

## Fonctionnement
La mine, qui est placée cachée ou découverte, a trois canaux de réception dans le couvercle pour les allumeurs à pression et à traction ZDZ 29. Trois autres canaux latéraux dans le côté et dans le fond de la mine sont chargés d'assurer la récupération au moyen de fusibles de secours. Une charge de 125 kilogrammes est nécessaire pour déclencher la mine. Mais elle peut être réglée pour fonctionner avec une pression de seulement 45 kg ou même être actionnée à distance avec des fils.
Elle est conçue pour neutraliser les trains de roulement de véhicules  chenillés ou les essieux des véhicules à roues.
Une version d'entraînement de la mine appelée T.Mi.29 (Ueb) est également produite, remplie d'une charge principale génératrice de fumée et de trous le long de la circonférence pour permettre à la fumée de s'échapper.

## Source de la traduction
- (de) Cet article est partiellement ou en totalité issu de l’article de Wikipédia en allemand intitulé « Tellermine 29 » (voir la liste des auteurs).